# William J. Stone

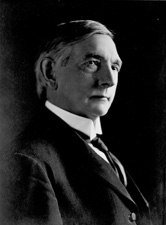
William J. Stone

William Joel Stone (* 7. Mai 1848 im Madison County, Kentucky; † 14. April 1918 in Washington, D.C.) war ein US-amerikanischer Politiker und von 1893 bis 1897 der 28. Gouverneur von Missouri. Diesen Bundesstaat vertrat er außerdem in beiden Kammern des Kongresses.

## Frühe Jahre
William Stone besuchte die öffentlichen Schulen in Richmond. Danach studierte er bis 1867 an der University of Missouri. Nach einem anschließenden Jurastudium wurde er im Jahr 1869 als Rechtsanwalt zugelassen. Anschließend begann er in Bedford (Indiana) in diesem Beruf zu praktizieren. Schon im Jahr 1870 zog er nach Columbia in Missouri. Dort setzte er zunächst seine juristische Laufbahn fort. Zwischen 1872 und 1874 war er Staatsanwalt im Vernon County. William Stone war mit Sarah Louise Winston verheiratet, mit der er drei Kinder hatte.

## Politische Laufbahn
Als Mitglied der Demokratischen Partei war Stone einer von deren Wahlmännern bei der Präsidentschaftswahl 1876. Zwischen 1885 und 1891 vertrat er seinen Staat im US-Repräsentantenhaus in Washington.
Am 8. November 1892 wurde er zum neuen Gouverneur von Missouri gewählt; er trat sein Amt am 9. Januar 1893 an. In seine Amtszeit fiel eine wirtschaftliche Depression, mit deren Folgen sich die Regierung des Gouverneurs auseinandersetzen musste. Im Jahr 1896 wurde er ins Democratic National Committee gewählt, in dem er bis 1904 verblieb. Von 1900 bis 1904 war er stellvertretender Bundesvorsitzender der Demokratischen Partei. Gleichzeitig war er als Anwalt tätig.
Von 1903 bis zu seinem Tod am 14. April 1918 war Stone Mitglied des US-Senats. Dort war er in mehreren Ausschüssen vertreten. Er war einer von sechs US-Senatoren, die im Jahr 1917 gegen den Eintritt der Vereinigten Staaten in den Ersten Weltkrieg stimmten.